# Acuphoceropsis nigricornis
Acuphoceropsis nigricornis är en tvåvingeart som beskrevs av Blanchard 1943. Acuphoceropsis nigricornis ingår i släktet Acuphoceropsis och familjen parasitflugor. Inga underarter finns listade i Catalogue of Life.